# Colt .45 (film)
Colt.45 è un film del 1950 diretto da Edwin L. Marin.
È un western statunitense con Randolph Scott, Ruth Roman, Lloyd Bridges e Alan Hale.

## Trama
Nel tranquillo villaggio di Red Rock, il venditore di armi Steve Farrell dimostra l'efficacia delle nuove pistole Colt 45 allo sceriffo. Durante la dimostrazione, un gruppo di uomini giunge per trasferire un prigioniero, Jason Brett, in un'altra prigione ma costui approfitta della situazione, ruba le pistole, uccide lo sceriffo e fugge. Farrell, accusato ingiustamente di complicità, viene arrestato. Nel frattempo, Brett utilizza le pistole rubate per scatenare una serie di rapine e omicidi, sapendo che le Colt 45 lo rendono praticamente invincibile contro le armi convenzionali.
Rilasciato per mancanza di prove, Farrell si mette sulle tracce di Brett e scopre che il criminale ha attaccato anche una tribù di indiani. L'unico sopravvissuto, il capo Walking Bear, gli racconta i piani di Brett e lo aiuta a sventare una rapina ad una diligenza. Durante l'operazione, Farrell incontra Beth Donovan, unica passeggera della diligenza, che sembra avere un legame sospetto con i banditi. Beth riesce a fuggire, tornando a casa sua che viene usata come rifugio dalla banda di Brett. Lì, scopre che suo marito, Paul Donovan, non è una vittima costretta a collaborare con i banditi, ma un loro complice volontario.
Intanto, a Bonanza Creek, Farrell viene nominato vice-sceriffo da Harris, un uomo apparentemente integerrimo ma segretamente alleato di Brett. Harris cerca di tendere un'imboscata a Farrell, ma l'intervento di Walking Bear e degli indiani salva il venditore di armi. Beth, sconvolta dalla scoperta sul marito, tenta di avvisare gli abitanti di Bonanza Creek, ma Paul, per impedirle di parlare, le spara. Gravemente ferita, viene portata da Farrell al campo indiano, dove si riprende e rivela i piani di Brett. Con l'aiuto di Walking Bear, Farrell guida un attacco contro la banda. Dopo una serie di scontri, Farrell affronta Brett in un duello finale all'interno dell'ufficio dello sceriffo. In un drammatico confronto, Brett tenta un ultimo colpo ma viene sconfitto. Farrell esce vittorioso e trova conforto tra le braccia di Beth, pronta a iniziare una nuova vita al suo fianco.

## Produzione
Il film, diretto da Edwin L. Marin su una sceneggiatura di Thomas W. Blackburn, fu prodotto da Saul Elkins per la Warner Bros. e girato a Santa Clarita, nell'Iverson Ranch a Chatsworth e nel Vasquez Rocks Natural Area Park ad Agua Dulce, in California, da metà novembre a metà dicembre 1949.

## Distribuzione
Il film fu distribuito negli Stati Uniti dal 27 maggio 1950 al cinema dalla Warner Bros.
Altre distribuzioni:
- in Messico il 30 dicembre (Colt 45)
- in Finlandia il 9 febbraio 1951 (Colt.45)
- in Australia il 20 luglio 1951
- in Francia il 28 settembre 1951 (Colt.45)
- in Portogallo il 18 luglio 1952 (Calibre 45)
- in Giappone il 13 agosto 1952
- in Spagna il 23 marzo 1953 (Colt 45)
- in Germania Ovest il 17 aprile 1953 (Das Geheimnis der schwarzen Bande)
- in Austria nel giugno del 1953 (Das Geheimnis der schwarzen Bande)
- in Svezia il 14 aprile 1958 (Colt.45)
- in Brasile (Calibre 45)
- in Grecia (Kato ta opla)
- in Italia (Colt.45)
- negli Stati Uniti (Thundercloud)